# Drosophila micropectinata
Drosophila micropectinata är en tvåvingeart som beskrevs av Hajimu Takada och Momma 1975. Drosophila micropectinata ingår i släktet Drosophila och familjen daggflugor.
Artens utbredningsområde är Malaysia.